# Studs Terkel

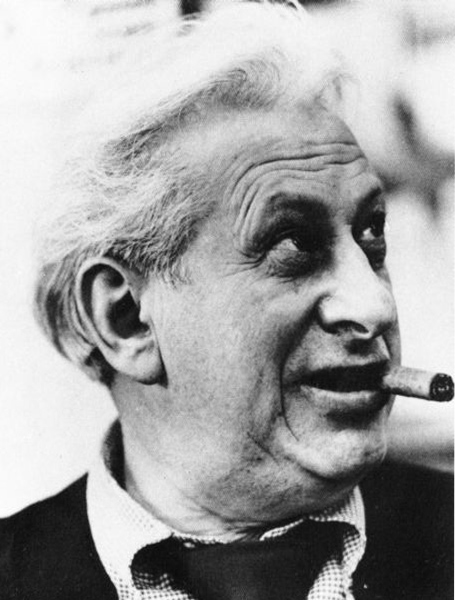
Studs Terkel
(1979)

Louis (Studs) Terkel (New York, 16 mei 1912 - Chicago, 31 oktober 2008) was een Amerikaanse publicist en omroeppersoonlijkheid. Zijn bekendste werk lag op het gebied van de oral history van de Verenigde Staten.

## Levensloop
Zijn ouders waren van Russisch-Joodse afkomst. Vader Robert Terkel was kleermaker, en moeder Anna Finkel was circusartiste. Hij had twee broers, Ben en Meyer. Op zijn achtste verhuisde het gezin naar Chicago, waar zijn ouders een pension begonnen. Terkel zou later stellen dat hij zijn kennis van de wereld grotendeels had de danken aan de mensen in de lobby van het hotel en op het nabijgelegen Bughouse Square.
Terkel studeerde in 1934 af aan de rechtenfaculteit van de Universiteit van Chicago. In plaats van een baan in zijn vakgebied wilde hij liever conciërge van een hotel worden, en al snel sloot hij zich aan bij een theatergroep. Uit deze periode dateert zijn bijnaam "Studs", naar het fictieve karakter Studs Lonigan uit de trilogie van James T. Farrell. Terkel werd zo genoemd door een regisseur toen hij samen met een andere Louis in een stuk speelde. Vervolgens kwam hij terecht in federale schrijversprojecten die waren opgezet in het kader van de New Deal. Later werd Terkel radiopresentator, en ten slotte had hij van 1952 tot 1997 zijn eigen radioprogramma, onder de titel The Studs Terkel Program. Daarnaast werd hij eind jaren veertig het centrale personage in de televisieserie Studs Place.
In 1939 was hij getrouwd hij met Ida Goldberg, met wie hij een zoon kreeg, die ze Paul noemden, naar Paul Robeson.
Tijdens de communistenjacht van senator Joseph McCarthy kwam Terkel op de zwarte lijst terecht, mede waardoor hij zijn televisiewerk verloor. Na een moeilijke periode vond hij weer regelmatig werk bij een in kunst gespecialiseerd radiostation, waar hij een ochtendshow had die bestond uit jazz en goede gesprekken. Hier legde hij de basis voor zijn latere literaire werk.
In 1956 publiceerde hij zijn eerste boek, Giants of Jazz. Er zouden nog diverse boeken volgen, veelal in de oral history traditie. In 1985 kreeg hij de Pulitzer Prize voor zijn boek The Good War, waarin hij de mythe demonteerde dat, anders dan de periode van de Vietnamoorlog, de Tweede Wereldoorlog een periode van nationale solidariteit, en gezamenlijke inspanning was geweest. In 1994 werd hij na een val in huis permanent hulpbehoevend. Toch bleef hij doorwerken. In 1997 werd Terkel gekozen tot lid van The American Academy of Arts and Letters. Twee jaar later ontving hij de George Polk Career Award en in 2003 de Four Freedoms Award.

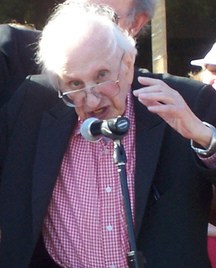
Studs Terkel
(2007)

Hij stopte met zijn radiowerk in 1998. In 1999 overleed zijn echtgenote, wat een zware slag voor hem betekende , omdat hij in praktische zaken altijd op haar geleund had. In 2004 ontving hij de Elijah Parish Lovejoy Award en een eredoctoraat in de rechten van Colby College. Hij onderging in augustus 2005 op 93-jarige leeftijd een openhartoperatie en herstelde voor zijn leeftijd opmerkelijk snel. Op 22 mei 2006 spande hij met anderen een rechtszaak aan tegen AT&T omdat dit bedrijf zonder door een rechter daartoe te zijn gedwongen gespreksgegevens had overhandigd aan de National Security Agency (NSA). De zaak werd in juli van dat jaar afgewezen.
Terkel overleed op 96-jarige leeftijd in zijn woning te Chicago, na enkele weken eerder te zijn gevallen.

## Werk
- Giants of Jazz (1957)
- Division Street: America (1967)
- Hard Times: An Oral History of the Great Depression (1970)
- Working: People Talk About What They Do All Day and How They Feel About What They Do (1974)
- Talking to Myself: A Memoir of My Times (1977)
- American Dreams: Lost and Found (1983)
- The Good War (1984) (Pulitzerprijs 1985)
- Chicago (1986)
- The Great Divide: Second Thoughts on the American Dream
- Race: What Blacks and Whites Think and Feel About the American Obsession (1992)
- Coming of Age: The Story of Our Century by Those Who’ve Lived It (1995)
- My American Century (1997
- The Spectator: Talk About Movies and Plays With Those Who Make Them (1999)
- Will the Circle Be Unbroken: Reflections on Death, Rebirth and Hunger for a Faith (2001
- Hope Dies Last: Keeping the Faith in Difficult Times (2003
- And They All Sang: Adventures of an Eclectic Disc Jockey (2005)
- Touch and Go (2007)
- P.S.: Further Thoughts From a Lifetime of Listening (2008)

## Onderscheidingen
In 2003 ontving hij de Four Freedoms Award voor vrijheid van meningsuiting.